# Districtes del Gard
Els districtes del Gard són tres:
- Districte d'Alès, amb cap a la sotsprefectura d'Alès.
- Districte de Nimes, amb cap a la prefectura de Nimes.
- Districte de Le Vigan, amb cap a la sotsprefectura de Le Vigan.